# Stonton Wyville
Stonton Wyville is een civil parish in het Engelse graafschap Leicestershire met 21 inwoners.